# Another Perfect World
Another Perfect World är det sjunde studioalbumet av Peter Cetera.

## Låtförteckning
1. "Perfect World" – 4:59
2. "Rain Love" – 4:03
3. "Just Like Love" – 3:38
4. "Feels Like Rain" – 4:43
5. "I'm Coming Home" – 4:23
6. "It's Only Love" (John Lennon, Paul McCartney) – 3:28
7. "Rule The World" – 5:08
8. "Have A Little Faith" – 5:45
9. "Only Heaven Knows" – 5:38
10. "Whatever Gets You Through" – 4:44